# 沖縄国際大学の人物一覧
沖縄国際大学の人物一覧は沖縄国際大学に関係する人物の一覧記事。

## 著名な教職員
- 玉野井芳郎 - 経済学者
- 来間泰男 - 沖縄史学者
- 前泊博盛 - 政治学者、経済学者
- 富川盛武 - 経済学者、沖縄県副知事
- 安仁屋政昭 - 歴史学者
- 照屋寛之 - 政治学者

## OB・OG

### 政界
- 金城泰邦 - 衆議院議員、元沖縄県議会議員
- 喜納昌吉 - ミュージシャン、元参議院議員（中退）
- 島袋俊夫 - うるま市長（短期大学部）
- 外間守吉 - 与那国町長
- 仲宗根悟 - 沖縄県議会議員

### 研究者・学者
- 川満直樹 - 経営学者、同志社大学教授

### 芸術
- アリカワコウヘイ - 画家
- 石川竜一 - 写真家

### 芸能
- 伊禮麻乃 - 歌手
- ひーぷー - タレント
- ひがもえる - お笑い芸人（中退）
- 喜屋武あつこ - 実業家
- 上江洌清作（MONGOL800） - 歌手
- 金城晋也（リップサービス） - お笑い芸人
- 榎森耕助（リップサービス、せやろがいおじさん） - お笑い芸人、Youtuber

### スポーツ
- 友寄正人 - プロ野球審判員
- 石川研 - 元プロサッカー選手
- 喜友名諒 - 空手家、2020年東京オリンピック空手（男子・形）金メダリスト
- 金城新- 空手家、世界空手道選手権大会の団体形で、喜友名諒、上村拓也とともに大会2連覇
- 上村拓也- 空手家、世界空手道選手権大会の団体形で、喜友名諒、金城新とともに大会2連覇
- 儀保幸英 - サッカー選手
- 長濱陸 - プロボクサー

### マスコミ
- 宮田隆太郎 - ラジオアナウンサー
- 大田和正 - ラジオパーソナリティ、ローカルタレント
- 崎濱綾子 - 気象予報士（短期大学部）
- 嘉大雅 - 琉球放送アナウンサー

### 映画監督・演出家など
- 宮平貴子 - 映画監督
- 平一紘　- 映画監督